# 대가로
대가로(Daega-ro)는 경상남도 고성군 고성읍 기월사거리에서 고성군 영오면 오서교차로 를잇는 경상남도의 도로이다.

## 주요 경유지
경상남도
- 고성군 (고성읍 . 대가면 . 영현면 . 영오면)

## 노선
전 구간 지방도 제1009호선에 속하므로 이에 대한 별도 표기는 생략한다.
| 이름          | 접속 노선                        | 소재지        | 소재지        | 비고          |
| 남포로와 직결 | 남포로와 직결                    | 남포로와 직결 | 남포로와 직결 | 남포로와 직결 |
| ------------- | -------------------------------- | ------------- | ------------- | ------------- |
| 기월사거리    | 송학고분로                       | 고성군        | 고성읍        |               |
| 대평교        |                                  | 고성군        | 고성읍        |               |
| 갈천삼거리    | 갈천로 연화산1로                 | 고성군        | 대가면        |               |
| 대촌삼거리    | 지방도 제1016호선 (부포로)       | 고성군        | 영현면        |               |
| 오서 교차로   | 국가지원지방도 제30호선 (영회로) | 고성군        | 영오면        |               |

## 주요 건물 및 시설
- 철성고등학교 (대가로 12/기월리 143-6)
- 고성군의회 (대가로 13/기월리 147-1)
- 공룡지구대 (대가로 27/기월리 173-6)
- 철성중학교 (대가로 36/기월리 143-1)
- 고성대가우체국 (대가로 551/유흥리 445-14)
- 대가면 사무소 (대가로 1681/침점리 354-1)